# Кочующий фронт
«Кочу́ющий фронт» — фильм режиссёра Бараса Халзанова, он же соавтор сценария. Производство Свердловской киностудии 1971 года. Премьера кинокартины состоялась 13 марта 1972 года.

## Сюжет
Действие фильма происходит в 1919 году. В России гражданская война. Не обошла она стороной и Енисейскую губернию. Здесь, в глубоком тылу колчаковских войск, три десятка сёл в ответ на бесчинства белогвардейцев и их приспешников провозглашают партизанскую Баджейскую республику.
За короткое время красные партизаны превратились в грозную силу, руководимые Петром Щетинкиным, полным Георгиевским кавалером, произведённым во время первой мировой войны в офицеры и к 1917 году ставшим штабс-капитаном. Партизаны действовали по большей части на колчаковских коммуникациях, сильно затрудняя снабжение армии Колчака странами Антанты. Это заставило Колчака бросить против партизан Баджейской республики целую дивизию, сняв её с фронта, что само по себе стало большой помощью Красной Армии.
Первые же бои партизан показали эффективность стратегии Петра Щетинкина. Позднее, чтобы избежать лобовых столкновений с количественно превосходившими партизан белыми войсками и спасти раненых партизан, а также уходивших с партизанами женщин и детей, Щетинкин принимает решение перейти границу с Монголией. Он поднимает против эксплуататоров монгольских тружеников, объединяется с ними и, продолжая наносить удары по белым в неожиданных для тех местах, доводит борьбу до победного конца.

## Актёры
- Петр Глебов — Петр Щетинкин
- Афанасий Кочетков — барон Унгерн-Штернберг
- Валентин Кулик — адмирал Колчак
- Юрий Соломин — корнет Алексей Шмаков
- Григорий Гецов — генерал Розанов
- Леонид Кулагин — есаул Григорий Самбурской
- Наталья Кустинская — Вера Турчанинова
- Николай Прокопович — Турчанинов
- Роман Хомятов — Иванов
- Асанбек (Арсен) Умуралиев — Хатан-Батор Максаржав
- Туган Реджиметов — Дамдины Сухэ-Батор
- Нурмухан Жантурин — Лопсан Чамза
- Евгений Новиков — Кравченко
- Инга Будкевич — Васса
- Шавкат Газиев — Кайгал
- Жанна Керимтаева — Албанчи
- Юрий Васильев — белый офицер

## Съёмочная группа
- Барас Халзанов — режиссёр
- Барас Халзанов, Михаил Колесников — сценаристы
- Геннадий Черешко — оператор
- Евгений Крылатов — композитор

## Технические данные
- Художественный, односерийный
- Изображение: широкоэкранное
- Звук: монофония